# Chavin
Chavin ist eine französische Gemeinde mit 270 Einwohnern (Stand: 1. Januar 2022) im Département Indre in der Region Centre-Val de Loire; sie gehört zum Arrondissement Châteauroux und zum Kanton Argenton-sur-Creuse. Die Einwohner werden Chavinois genannt.

## Geographie
Chavin liegt etwa 32 Kilometer südsüdwestlich von Châteauroux. 
Nachbargemeinden von Chavin sind Le Pêchereau im Norden und Westen, Malicornay im Osten, Pommiers im Südosten, Badecon-le-Pin im Süden sowie Le Menoux im Westen und Südwesten.

## Bevölkerungsentwicklung
| Jahr                      | 1962 | 1968 | 1975 | 1982 | 1990 | 1999 | 2006 | 2013 |
| Einwohner                 | 360  | 335  | 311  | 292  | 288  | 301  | 293  | 275  |
| Quelle: Cassini und INSEE |      |      |      |      |      |      |      |      |

## Sehenswürdigkeiten
- Kirche Saint-André aus dem 12. Jahrhundert, Umbauten aus dem 15. Jahrhundert, Monument historique

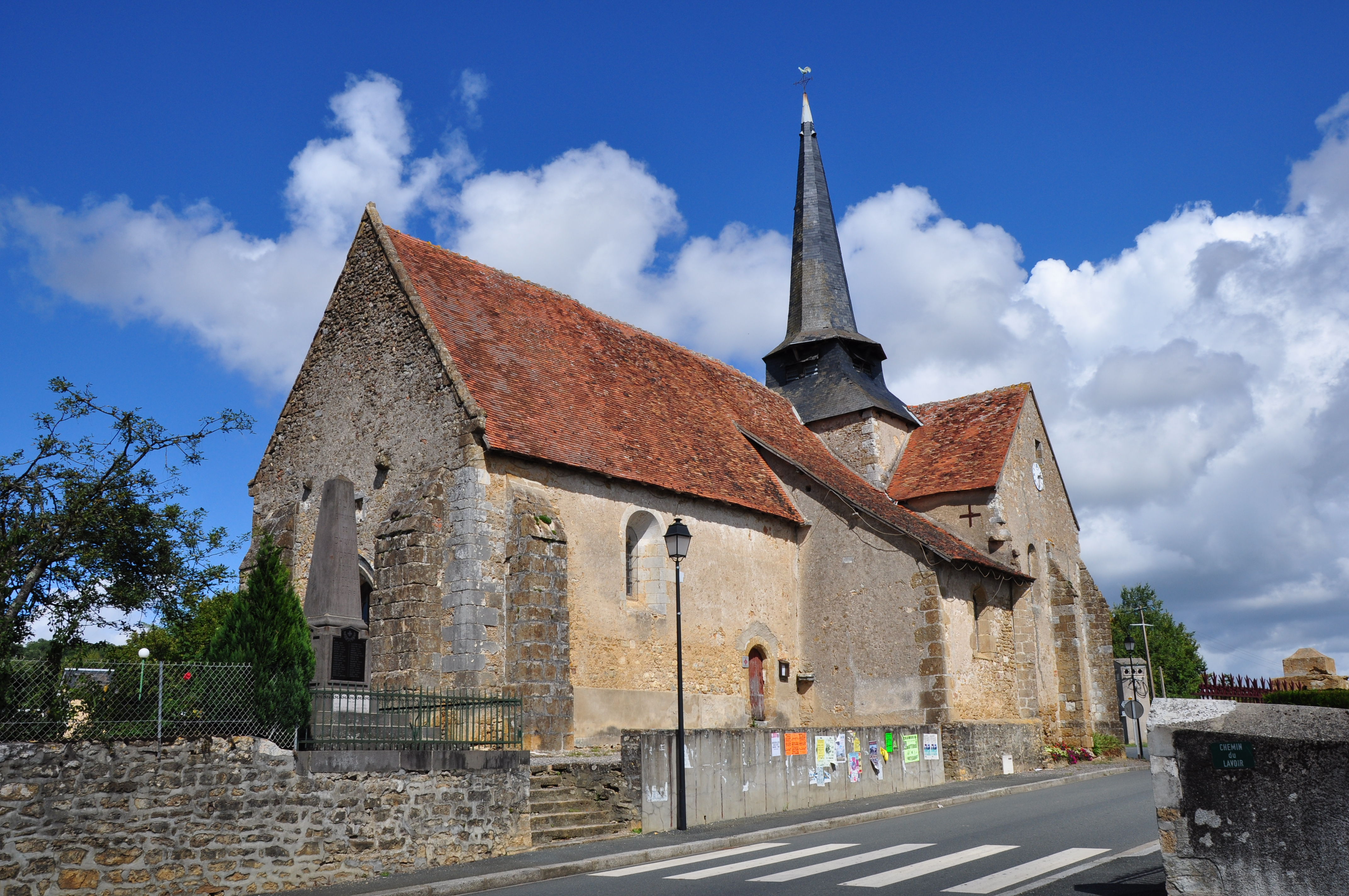
Kirche Saint-André